# Акбулак (Сайрамський район)
Акбула́к (каз. Ақбұлақ) — село у складі Сайрамського району Туркестанської області Казахстану. Адміністративний центр та єдиний населений пункт Акбулацького сільського округу.
До 1993 року село називалось Самсоновка.
Населення — 5765 осіб (2021; 4020 у 2009, 3091 у 1999, 2550 у 1989).
26 березня 2015 року до села було приєднано територію площею 5,81 км².